# Jewgeni Lomtew
Jewgeni Alexandrowitsch Lomtew (russisch Евгений Александрович Ломтев, engl. Transkription Yevgeniy Alexandrovich Lomtev; * 20. Oktober 1961) ist ein ehemaliger sowjetischer Sprinter, der sich auf den 400-Meter-Lauf spezialisiert hatte.
1983 siegte er bei den Leichtathletik-Halleneuropameisterschaften in Budapest.
1983 wurde er sowjetischer Hallenmeister, 1990 sowjetischer Meister.

## Persönliche Bestzeiten
- 400 m: 45,05 s, 22. Juni 1984, Kiew
  - Halle: 46,20 s, 6. März 1983, Budapest